# Arena Civica
L'Arena Civica (depuis 2003 Arena Gianni Brera) est un stade situé à Milan, en Italie.

## Histoire
Elle fut édifiée au début du XIXe siècle par la volonté de Napoléon Ier, qui était alors roi d'Italie.
Pendant la République cisalpine et le royaume d'Italie , l'Arena accueillait principalement des naumachies (l'inondant avec l'eau d'un canal adjacent), des courses de chevaux et des feux d'artifice. Au cours du siècle, il était utilisé pour des fêtes, des spectacles de cirque (comme le célèbre cirque Buffalo Bill), des ascensions en montgolfière et du patinage d'hiver. En 1895, l'Arena s'ouvre aux sports modernes avec la tenue des championnats italiens de cyclisme.
L'enceinte qui accueille principalement les matches de l'Amatori Rugby Milan a une capacité de 30 000 places.
L'Inter Milan y a joué ses matchs à domicile de 1930 à 1947. 
Le stade accueille la finale de la Coupe Latine de football 1956 entre le Milan AC et l'Athletic Bilbao.